# Parlement du feu et des fagots
Le Parlement du feu et des fagots fut un Parlement anglais du règne de Henri V, qui se tint en 1414 au prieuré franciscain de Leicester. Son président était Walter Hungerford.
Ce parlement tient son nom de la principale affaire qu'il avait à traiter, l'adoption de l'Acte de suppression de l'hérésie de 1414, visant la suppression des Lollards :
« Celui qui lira les Saintes Écritures en anglais, qui sont dorénavant appelées 'l'enseignement de Wicliffe', sera déchu de sa terre, de son bétail, de ses vivres et de sa vie, et sera condamné comme hérétique à Dieu, ennemi de la couronne, et traître au pays. Il ne bénéficiera d'aucun asile, bien que ce privilège soit pourtant accordé aux plus grands malfaiteurs, et que, s'il persiste ou s'il retombe dans ses erreurs après son pardon, il sera d'abord pendu pour sa trahison envers le roi, puis il sera brûlé pour son hérésie contre Dieu.  »
Cette décision s'inspire de la décrétale Vergentis in senium du Pape Innocent III.
Ce Parlement confirma aussi la règle de l'archevêque Arundel nécessitant une autorisation pour la publication des livres :
« Aucun livre ...ne pourra dorénavant être lu... à l'intérieur de la susdite province de Canterbury, à moins qu'il n'ait été préliminairement examiné par l'Université d'Oxford ou l'Université de Cambridge... et ... expressément approuvé et autorisé par nous ou nos successeurs, et, sous le nom et l'autorité de l'université, délivré aux papetiers pour qu'il soit recopié.  »
Ce Parlement accorda aussi au roi, pour sa vie durant, les droits de « Tonnage and Poundage ». Cet accord fut reconduit pour chaque monarque jusqu'au Parlement inutile en 1625, qui ne l'accorda à Charles Ier que pour un an seulement.